# Энциклопедия Республики Марий Эл
Энциклопедия Республики Марий Эл — универсальное справочно-энциклопедическое издание 2009 года, в котором в алфавитном порядке опубликованы сведения об административном устройстве, истории, науке и культуре Республики Марий Эл, а также общественно-политической жизни, искусстве, архитектуре, экономическом развитии и природно-климатических условиях. В энциклопедии содержатся краткие биографии людей, внесших значительный вклад в историю развития Республики Марий Эл.

## История
Энциклопедия выпущена в соответствии с постановлением Правительства Республики Марий Эл от 28 августа 2006 года «О подготовке и издании Энциклопедии Республики Марий Эл». Материал собирали, писали и готовили к печати 450 авторов: сотрудники Марийского научно-исследовательского института языка, литературы и истории им. В. М. Васильева (МарНИИЯЛИ), научные работники, журналисты, краеведы.

## Содержание энциклопедии
Книга состоит из двух частей. Первая часть представляет обзорные тематические статьи, содержащие сведения по общественному и государственному устройству, истории, археологии и этнографии, культуре, с основными знаниями о природе и географии, населении, экономике и народном хозяйстве, торговле, о здравоохранении и социальной защите, о важнейших направлениях науки, литературы, искусства, о религии, средствах массовой информации и книгоиздательском деле, о физкультуре и спорте, туризме, о международных связях Республики Марий Эл.
Вторая часть содержит 3319 словарных статей, посвящённых событиям и явлениям, промышленным и аграрным предприятиям, учреждениям науки и культуры, а также 1217 биографических статей, посвящённых государственным, политическим, общественным и религиозным деятелям, военачальникам и воинам, учёным, деятелям культуры, образования и здравоохранения, труженикам промышленности и сельского хозяйства, спортсменам.